# Winkler
Winkler er et efternavn, der også findes i varianterne Winckler og von Winckler. I 2017 er der 552, der bærer et af disse navne.

## Kendte personer med navnet
- Carl Winckler (1867 – 1932), dansk atletikudøver.
- Clemens Winkler (1838 – 1904), tysk kemiker.
- Franz von Winckler (1803 – 1851), tysk mineejer.
- Gustav Winckler (1925 – 1979), dansk sanger, sangskriver og musiker.
- Henry Winkler (født 1945), amerikansk skuespiller.
- Hugo Winckler (1863  – 1913), tysk arkæolog og historiker.
- Martin Winckler (født 1955), fransk læge og forfatter.
- Max Winkler, (1875 – 1961), tysk politiker.
- Minna Winkler (1929 – 2009), dansk tv-programtilrettelægger.
- Poul Winckler (født 1937), dansk fagforeningsmand.
- Thomas Winkler (født 1964), dansk diplomat.
- Tim Winkler (født 1986), dansk håndboldspiller.

## Navnet anvendt i fiktion
- Gaspard Winckler er en figur i Georges Perecs roman Livet - en brugsanvisning